# リーチマイケル
リーチ マイケル（英語: Michael Leitch, 1988年10月7日 - ）は、ニュージーランド、クライストチャーチ出身のラグビーユニオン選手。ジャパンラグビーリーグワンの東芝ブレイブルーパス東京に所属。2013年に日本に帰化した。帰化前の旧名はマイケル・リーチ。
2014年から2021年まで日本代表のキャプテンを務め、ラグビーワールドカップ2015・2019での日本代表の躍進に貢献した。2024年から再び日本代表のキャプテンを務める。

## プロフィール
- 父はニュージーランド出身のスコットランド系白人、母はフィジー出身。
- ポジションはフランカー、ナンバーエイト。
- 身長: 189 cm、体重: 105 kg
- 日本代表キャップは89（2025年7月12日現在）。
- 左利き。
- 家族は妻と一女、一男。

## 来歴
15歳の時にクライストチャーチのセント・ビーズ・カレッジから留学生として来日し、札幌山の手高校に入学。高校3年間は、毎年花園（全国高等学校選抜ラグビーフットボール大会）に出場するもいずれも全国レベルとの力の差を痛感する結果となった。 。
東海大学体育学部へ進学し、東海大学体育会ラグビーフットボール部に所属。2008年に開催されたラグビージュニア世界選手権にU20日本代表として出場。
2008年11月16日、アメリカ戦で日本代表として初キャップを獲得した。
東海大学3年時には第46回全国大学ラグビーフットボール選手権大会 で準優勝。4年時は同大会でベスト4となった。
2009年、大学卒業後にチームメイトの三上正貴と共に東芝ブレイブルーパスに加入。同年開催のワールドカップ2011の日本代表に選出され、全試合にフランカーとして先発出場した。
2013年、スーパーラグビーの強豪チーフスに期限付き移籍すると発表したが、同年2月に腕を骨折していることが判明 したため、後にチーフスとの契約を解除された。加えて、同年6月1日に行われたフィジー戦で足首を脱臼骨折 した。
2013年7月25日に法務省から帰化の認可が下りた ことから、今後は「日本人プレーヤー」として活動することが可能になった。それに伴い登録表記をそれまでの「マイケル・リーチ」から現在の「リーチ マイケル」に変更。またこの年東芝で主将を務める。
2014年4月、エディー・ジョーンズヘッドコーチから日本代表キャプテンに指名された。アンドリュー・マコーミックに続き、NZ出身キャプテンは2人目。
2015年、チーフスに再加入。また同年開催のワールドカップの代表に主将として選出された。ラグビーの傍ら7月1日にはニュージーランドスタイルのカフェ「Cafe＋64」をオープン、名前は出身国ニュージーランドの国際電話の国番号に由来。
2016年はスーパーラグビー・チーフスでの怪我の影響等により日本代表を辞退した。
2019年8月、ラグビーワールドカップ2019の日本代表に選出された。10月、ラグビーワールドカップ日本代表のキャプテンとして、チームを史上初のベスト8に導いた。11月3日、東京都府中市より市民栄誉賞および市民スポーツ特別栄誉賞を贈られた。
2022年3月13日、ジャパンラグビーリーグワン2022第9節NECグリーンロケッツ東葛戦において先発出場しリーグ戦通算100試合出場（ジャパンラグビーリーグワンと前身のトップリーグ との通算）を達成。
2023年7月22日、パシフィックネーションズシリーズのサモア代表戦 において、前半30分にハイタックルでレッドカードを取られ退場、日本代表チームは以後14人での苦戦となった。レッドカード退場は人生初。7月27日、ワールドラグビーは3試合の出場停止処分の判定を行った が翌8月出場停止は2試合に軽減された。同年8月15日、四大会連続でラグビーワールドカップ2023フランス大会の日本代表登録メンバーに選出されプール戦全4試合で先発出場した。
2023年11月、所属する東芝ブレイブルーパス東京において2013年以来2度目となる主将を務める事が発表された。ジャパンラグビーリーグワン2023-24シーズンではリーグ戦序盤からリーグトップクラスのタックル数でチームを牽引、リーグ戦中盤に負傷し一時離脱するも終盤に復帰。2024年5月26日、リーグ戦2位で出場したプレーオフトーナメントを勝ち抜き見事チームをジャパンラグビーリーグワン初制覇に導き、プレーオフ決勝戦の試合後にチームメイトにより胴上げされた。
2024年5月30日、2度目のHC就任となったエディ・ジョーンズ率いる新生日本代表に選出され、6月20日には2021年以来となる主将を務める事が発表された。同年は6月から7月までの計3戦のテストマッチに出場（8月以降は休養目的やコンディション都合で代表から離脱した）。7月13日のジョージア代表戦では、日本代表として初めてロックのポジションで先発出場した。
2025年4月12日、ジャパンラグビーリーグワン2024-25DIVISION1第15節の静岡ブルーレヴズ戦で、トップリーグのリーグ戦とリーグワンの公式戦通算150試合出場をフル出場で達成した。。昨季に続き主将を務めた同シーズンはチーム内で唯一プレーオフトーナメント2試合を含む計20試合に全て先発出場しチームをリーグワン史上初の連覇に導いた。

## テレビ出演
- 行列のできる法律相談所（2015年9月13日、日本テレビ）
- グッと!スポーツ「強くて優しい男 ラグビー リーチマイケル」（2016年11月1日、NHK総合）
- モヤモヤさまぁ〜ず2（2017年12月24日、テレビ東京） - Cafe＋64のオーナーとして出演。
- 情熱大陸（2019年9月22日、毎日放送）
- 炎の体育会TV（2022年3月5日、TBSテレビ）
- CHEERS! ―気持ち高まる瞬間に　第3回・第20回・第49回・第54回・第65回（2023年、日本テレビ）[55][56][57][58][59]
- どさんこワイド179（2025年1月20日、札幌テレビ）[60]

### CM
- 東芝エレベータ：「ラグビー」編 - 東芝ブレイブルーパスのチームメイトと共に出演（2021年11月 - ）[61][62]
- 大正製薬『リポビタンD』：「日本への熱き想い」篇ほか（2019年 - ）
- オエノンホールディングス『ビッグマン』：「アウトドア」篇ほか（2016年 - ）[63][64][65][66]
- ガーミン：FENIX「ガーミンで勝つ」篇　(2022年12月-）[67][68][69]
- マスターカード：ラグビーワールドカップ2023 Mastercardアンバサダー、「ラグジュアリーカード」篇（2023年）[70]
- アシックス：「Run for X」（2020年）[71]
- ソフトバンク：「青春放題」篇ほか（2019年12月）[72][73]
- キリンビール『本麒麟』：「今日という日をうまい!で祝おう。リーチさん」篇（2019年12月）[74][75]
- バイトル「仲間」篇（2016年）[76]

## 受賞歴
- ジャパンラグビートップリーグ
  - 2011-12新人賞、 ベストフィフティーン：FL
  - 2012-13ベストフィフティーン：FL
  - 2014-15ベストフィフティーン：FL
  - 2015-16ベストフィフティーン：FL
  - 2017-18ベストフィフティーン：No8

- リーグワン2024-25 DIVISION 1

　ベストタックラー（タックル成功数 269回　成功率88.8％）、
ベストフィフティーン：No8、ゴールデンショルダー（プレーヤーズ・チョイス・プライズ＝選手間投票による選出）